# Khan
En khan er en titel, der betyder hersker på mongolsk og tyrkisk. En khan hersker over et khanat. Titlen oversættes ofte til kejser. Khan ses dog også brugt som efternavn, f.eks. Ghazala Khan, dansk-pakistaner, der blev dræbt i æresdrab, da hun giftede sig med sin hemmelige kæreste Emal Khan.
Khan på pakistansk betyder konge.
De mest kendte khaner er sandsynligvis Djengis Khan og hans barnebarn Kublai Khan.
På persisk betyder Khan også baron.
 Der er for få eller ingen kildehenvisninger i denne artikel, hvilket er et problem. Du kan hjælpe ved at angive troværdige kilder til de påstande, som fremføres i artiklen.